# Petteri Nummelin
Petteri Nummelin, född 25 november 1972, Åbo, Finland, är en finländsk före detta professionell ishockeyspelare. I NHL spelade han för Minnesota Wild och Columbus Blue Jackets. Åren 1995-1997 spelade Nummelin i Västra Frölunda HC. Nummelin deltog i sin femtonde VM-turnering vid VM 2010 vilket är rekord för antalet spelade VM-turneringar. Nummelin avslutade hösten 2018 officiellt sin långa karriär efter en säsong i det japanska ishockeylaget HC Nikkō Ice Bucks.

## Landslagsmeriter
- OS-silver 2006
- VM-guld 1995
- VM-silver 1998, 1999, 2001, 2007
- VM-brons 2000, 2006